# Me and My Monsters
Me and My Monsters é um seriado infantil e de comédia que mistura atores reais com bonecos manipulados. A série é uma co-produção australiana e inglesa da BBC e da Nickelodeon, e foi gravada na Austrália. Estreou no Brasil, em 19 de março de 2012, sendo exibida pela TV Cultura até 21 de Setembro de 2012, quando em 30 de Setembro de 2012 passou para os domingos até 04 de Janeiro de 2015, e mais recentemente no canal infantil Gloob.
No Brasil, o seriado ganhou dois nomes diferentes. Na TV Cultura, é chamado de Eu e os Monstros; enquanto no Gloob, recebeu o nome de Meus Amigos Monstros.
Em Portugal, é exibido na RTP 2 sob o nome de Eu e os Meus Monstros.

## Personagens

### Humanos
- Eddie Carlson (Macauley Keeper) – O melhor amigo dos monstros.
- Angela Carlson (Ivy Latimer) – Irmã mais velha de Eddie. Diz que odeia os monstros mas na verdade não consegue viver sem eles.
- Nick Carlson (Felix Williamson) – Pai de Eddie. Diz que odeia os monstros mas não consegue mas no fundo gosta também.
- Kate Carlson (Lauren Clair) – Mãe de Eddie. Ama tanto os monstros quanto sua família.

### Monstros
- Haggis (Don Austen) - Um enorme monstro vermelho e laranja. É medroso e sempre faz as coisas sem pensar, sendo bastante desastrado. É também bastante comilão devido a sua boca enorme.
- Norman (David Collins) - Um monstro roxo e narigudo. É o mais louco dos monstros, sempre falando palavras incompreensíveis.
- Fiend (Heath McIvor) - Um pequeno monstro verde cheio de olhos, é também o líder do grupo, além de ser o mais encrenqueiro dos três.